# Río Cotacajes
Le río Cotacajes est une rivière bolivienne appartenant au bassin amazonien, et plus particulièrement au bassin du río Beni. Il a une longueur totale de 125 kilomètres et après sa confluence avec le río Bopi, il devient le río Alto Beni.   Avec ses cours supérieurs, le système Cotacajes—Sacambaya—Ayopaya—Leque—Tallija atteint les 263 km (125+37+40+37+24).

## Géographie
Le río Cotacajes est la suite du río Sacambaya et prend ce nom après la confluence avec l'un de ses affluents, le río Santa Rosa. Depuis ce point la rivière se dirige vers le nord jusqu'à la confluence avec le río Bopi, où il forme le río Alto Beni.
Le río Sacambaya est lui-même la suite des rivières Ayopaya, Leque et Tallija dont la source se trouve approximativement aux coordonnées 17° 42′ 29″ S, 66° 46′ 13″ O à une altitude d'environ 4400 mètres. 